# ۲۸۹ (پیش از میلاد)
۲۸۹ (پیش از میلاد) ۲۸۹مین سال قبل از تقویم میلادی است.